# The Art of Dying
The Art of Dying – czwarty album studyjny trashmetalowego zespołu Death Angel wydany 27 kwietnia 2004 roku przez wytwórnię Nuclear Blast.

## Lista utworów
1. „Intro / Thrown to the Wolves” (sł. i muz. Cavestany) – 7:26
2. „5 Steps of Freedom” (sł. Galeon, muz. Galeon / Pepa / Cavestany) – 4:45
3. „Thicker than Blood” (sł. Osegueda, muz. Cavestany) – 3:43
4. „The Devil Incarnate” (sł. Cavestany, muz. Pepa / Cavestany) – 6:05
5. „Famine” (sł. Galeon, muz. Galeon / Pepa / Cavestany) – 4:30
6. „Prophecy” (sł. Galeon, muz. Cavestany) – 5:09
7. „No” (sł. Osegueda, muz. Cavestany) – 3:23
8. „Spirit” (sł. i muz. Galeon) – 6:23
9. „Land of Blood” (sł. Galeon, muz. Pepa / Cavestany) – 3:37
10. „Never Me” (sł. Osegueda, muz. Cavestany) – 5:16
11. „Word to the Wise” (sł. i muz. Cavestany) – 4:56

## Twórcy
| Death Angel - Mark Osegueda – wokal - Rob Cavestany – gitara, zdjęcia (okładka) - Ted Aguilar – gitara - Denis Pepa – gitara basowa, wokal wspierający, zdjęcia - Andy Galeon – perkusja, wokal wspierający, instrumenty perkusyjne | Personel - Brian Joseph Dobbs – produkcja, inżynieria dźwięku, miksowanie - Tom Zutaut – producent wykonawczy - Tony Espinoza – inżynieria dźwięku (asystent) - Boon Spooner – inżynieria dźwięku (asystent) - Dan Burns – cyfrowa edycja - David Collins – mastering - Robert John – zdjęcia - Jerome Chiarandini – zdjęcia - Oliver Barth – filmowanie |